# Корнеева, Елизавета Фёдоровна
Елизаве́та Фёдоровна Корне́ева (1893, с. Салтыки, Усманского у., Тамбовской губ. — 1948) — литературовед и поэт.

## Биография
Родилась в с 1893 г. в с. Салтыки Усманского уезда Тамбовской губернии (в настоящее время — с. Новочеркутино Добринского района Липецкой области). Среднее образование получила в Тамбове.
В 1903 г. поступила на Московские высшие женские курсы, которые и окончила по двум отделениям: в 1911 г. по славяно-русскому, а в 1915 г. по романо-германскому. В 1916 г. оставлена при кафедре всеобщей литературы.
Участница «Вечеров поэтесс» в Политехническом музее, член кружка «Девичье поле» (позднее — «Фетовский кружок», «Кружок поэтесс»).
В 1918 г. работала в Кремлёвском книгохранилище, а в 1919 г. в Иностранном отделе Государственного Архива.
С 1924 г. состояла аспиранткой Исследовательского института языка и литературы по секции западной литературы. Несколько раз ездила с научными целями в Англию и Ирландию.
Научный сотрудник Института языка  и истории Российской ассоциации научно-исследовательских институтов общественных наук,  преподаватель Индустриально-педагогического института.
Розанов И. Н. в своем дневнику зафиксировал смерть Е.Корнеевой — февраль 1948.

## Творчество
Специализировалась на английской литература, преимущественно английских романах. Первое печатное произведение опубликовано в 1907 году (стихи в журнале «Светлячок»). Участвовала в «Литературной Энциклопедии», «Искра» .
Увлекалась рисованием. Оба варианта рисунка обложки к книге  «Жуть весенняя»   выполнила самостоятельно,   .

## Произведения
1. Корнеева, Елизавета.  Жуть весенняя: [Стихи] / Елизавета Корнеева. —   [Москва] : Б. и., [1917]. —   39 с.
2. Корнеева, Е. Ф. Die arbeiterschaft [Текст] / Составила Е. Ф. Корнеева; Под ред. У. Ф. Фохта. — Москва; Ленинград: Гос. изд-во, 1930 (Л.: тип. Печатный двор). — 70, [2] с.; 17х13 см. — (Обществоведческая библиотека на немецком языке).
3. Корнеева Е. Ф. Die frau der alten und der neuen welt / Сост. Е. Ф. Корнеева; Под ред. У. Ф. Фохта. — Москва; Ленинград : Гиз, 1930. — 61, [2] с. Корнеева Е. Ф. Die arbeiterschaft / Составила Е. Ф. Корнеева; Под ред. У. Ф. Фохт.  — 2-е изд. — [Москва] : Огиз — Гос. учеб.-педагог. изд-во, 1931 (Ленинград : тип. им. Евг. Соколовой). — 70, [2] с. ; 17х13 см. — (Обществоведческая библиотека на немецком языке)
4. Корнеева Е.Ф. Женщина старого и нового мира / Сост. Е.Ф. Корнеева; Под ред. У.Ф. Фохта. —   Москва ; Ленинград: Гос. изд-во, 1930 (Ленинград : тип. Печатный двор). —  61, [2] с. ; 17 см. —   (Обществоведческая библиотека на немецком языке).
5. Корнеева Е. Ф., Бромлей Н., Сандерс И. Вводное пособие по английскому языку для комвузов : Вып. 1- / Е. Корнеева, Н. Бромлей, И. Сандерс. — Москва; Ленинград : Соцэкгиз, 1933 (Ленинград : Тип. «Печатный двор»).